# Acanthophyes tassilii
Acanthophyes tassilii är en insektsart som beskrevs av Bergevin 1932. Acanthophyes tassilii ingår i släktet Acanthophyes och familjen hornstritar. Inga underarter finns listade i Catalogue of Life.